# Radulphius monticola
Radulphius monticola là một loài nhện trong họ Miturgidae.
Loài này thuộc chi Radulphius. Radulphius monticola được Carl Friedrich Roewer miêu tả năm 1951.